# Dasymys
Dasymys (Peters, 1875) è un genere di Roditori della famiglia dei Muridi.

## Descrizione

### Dimensioni
Al genere Dasymys appartengono roditori di medie dimensioni, con lunghezza della testa e del corpo tra 108 e 190 mm, la lunghezza della coda tra 76 e 185 mm e un peso fino a 165 g.

### Caratteristiche craniche e dentarie
Il cranio ha un rostro corto e robusto e una costrizione inter-orbitale estesa. La scatola cranica è accorciata. Le creste sopra-orbitali sono ben sviluppate, le ossa nasali sono larghe. Il palato è molto stretto con i fori palatali lunghi e sottili. La bolla timpanica è relativamente piccola. Gli incisivi sono larghi, mentre i molari hanno grosse cuspidi.
Sono caratterizzati dalla seguente formula dentaria:

### Aspetto
Il corpo è tozzo e robusto, con un aspetto leggermente appiattito. La pelliccia è generalmente lunga, soffice e lucida ma talvolta appare alquanto arruffata, da cui il nome comune di ratti ispidi. Gli occhi sono relativamente piccoli, le orecchie sono corte ed arrotondate. I piedi sono larghi, con le tre dita centrali allungate e le altre relativamente più corte, adattamento ad una vita semi-acquatica, la pianta presenta sei cuscinetti. Le zampe anteriori hanno il pollice e il mignolo molto ridotti. La coda è generalmente più corta della testa e del corpo, cosparsa più o meno di pochi peli. Le femmine hanno un paio di mammelle pettorali e due paia inguinali.

## Distribuzione e habitat
Questo genere è diffuso nell'Africa subsahariana dove vive in ambienti umidi fino a 4.000 metri di altitudine e in presenza di terreni ricoperti da densa vegetazione.

## Tassonomia
Il genere comprende 5 specie.
- Dasymys foxi
- Dasymys incomtus
- Dasymys montanus
- Dasymys nudipes
- Dasymys rufulus